# 핏케언 제도의 기

핏케언 제도의 기

핏케언 제도의 총독기

핏케언 제도의 기는 1984년 4월 2일에 제정되었다.
파란색 바탕에 왼쪽 상단에는 영국의 국기가 그려져 있으며, 오른쪽에는 핏케언 제도의 문장이 그려져 있다.
문장 가운데에 그려져 있는 파란색 방패 안에는 노란색 테를 두른 초록색 삼각형이 그려져 있으며, 삼각형 안에는 바운티 호의 닻과 성경이 그려져 있다. 방패 위에는 마일로 나무와 일륜차가 그려져 있다.
핏케언 제도의 문장은 주민들의 대부분이 1789년에 있었던 바운티 호의 반란을 일으킨 선원들의 자손임을 뜻한다.